# Hatita limbatella
Hatita limbatella is een keversoort uit de familie bladkevers (Chrysomelidae). De wetenschappelijke naam van de soort werd in 1891 gepubliceerd door Léon Marc Herminie Fairmaire.